# Scutellidium patellarum
Scutellidium patellarum is een eenoogkreeftjessoort uit de familie van de Tisbidae. De wetenschappelijke naam van de soort is voor het eerst geldig gepubliceerd in 1974 door Branch.